# 모두학교
모두학교는 경기도 안성시에 있는 공립 특수학교이다.

## 학교 연혁
- 2025년 9월 1일 : 폐교된 옛 서삼초등학교 자리에 개교[1]